# En Aftenscene
En Aftenscene er en dansk stumfilm fra 1920 med instruktion og manuskript af Fritz Magnussen. Filmen er baseret på Christian Winthers novelle af samme navn fra 1843.

## Handling
Denne artikel mangler et handlingsreferat. Hjælp os med at skrive det.

## Medvirkende
- Olaf Fønss - Professor Ole Borch
- Thilda Fønss - Abigail Gluud, Ole Borchs forlovede
- Oda Rostrup - Pernille, Abigails kammerpige
- Philip Bech - Martin, Ole Borchs tjener
- Harry Komdrup - Junker Povisk
- Cajus Bruun - Cosmos Medici, fyrste af Toscana
- Aase Winsnes - Laura Maria, fyrst Cosmos' datter
- Herman Florentz - Francesco Redi, digter
- Robert Schmidt - Don Marcello, læge hos fyrst Cosmos
- Valdemar Møller
- Moritz Bielawski